# (2251) Tikhov
(2251) Tikhov (1977 SU1; 1941 QF; 1950 SS; 1952 BO1; 1955 XV; 1975 ED5; 1976 ND) ist ein Asteroid des mittleren Hauptgürtels, der am 19. September 1971 vom russischen Astronomen Nikolai Stepanowitsch Tschernych am Krim-Observatorium in Nautschnyj (IAU-Code 095) entdeckt wurde.

## Benennung
(2251) Tikhov wurde nach Gawriil Adrianowitsch Tichow (1875–1960) benannt, der von 1906 bis 1941 als Mitarbeiter am Pulkowo-Observatorium (IAU-Code 084) und ab als 1947 Leiter des astrobotanischen Abteilung der Kasachischen Akademie der Wissenschaften tätig war. Seine Hauptarbeit beschäftigte sich mit der Stern- sowie Planetenphotometrie und Kolorimetrie. Er war für seine Forschung über die physikalische Natur des Mars bekannt.